# 黃暘
黃暘（1357年—？），字原升。福建莆田人，明朝翰林，进士及第。
永樂三年，鄉試中舉。永樂九年（1411年），黃暘登辛卯科一家第三名進士（探花），授翰林院編修。有《次潞河》诗一首。